# Claudia Gravy
Pour les articles homonymes, voir Gravy.
Claudia Gravy, née le 12 mai 1945 à Boma alors au Congo belge, est une actrice espagnole.

## Biographie
Claudia Gravy (parfois orthographié Gravi) est le nom de scène de Marie-Claude Perin. D'origine belge, elle étudie en Belgique, Irlande, Italie et Espagne où elle s'installe en 1965.
Elle a publié son autobiographie : Cuando me bajé del baobab.

## Filmographie
- 1967 : Acteón (es) de Jorge Grau
- 1969 : Les Brûlantes (99 mujeres) de Jesús Franco : Carla
- 1970 : Matalo! de Cesare Canevari : Mary
- 1970 : Les Desperados de l'Arizona (Los rebeldes de Arizona), de José María Zabalza : Peggy Morgan
- 1970 : Du plomb sur Dallas de José María Zabalza : Ellen
- 1971 : Las Ibéricas F.C. (es) de Pedro Masó
- 1972 : La Proie des nonnes (L'arma, l'ora, il movente) de Francesco Mazzei
- 1972 : Les Démons sexuels (Byleth: Il demone dell'incesto) de Leopoldo Savona
- 1974 : Los nuevos españoles (es) de Roberto Bodegas
- 1980 : El amor es algo maravilloso de Alfonso Ungría (es), sketch de Cuentos eróticos

## Télévision
- Juncal (es)
- El valle secreto (es)

## Autobiographie
- (es) Claudia Gravy, Cuando me bajé del baobab, Madrid, T&B editores, coll. « Memoria de la escena española » (no 54), 2012, 152-[18], 20 cm (ISBN 978-84-15405-20-7)